# Rock 'Til You Drop
Rock 'Til You Drop è il ventesimo album di studio inciso dalla rock band inglese Status Quo, uscito per la prima volta nel settembre del 1991.

## Il disco
È l'ultimo album inciso per la Vertigo Records e gli Status Quo decidono un ritorno al genere hard rock che aveva distinto i loro maggiori successi commerciali negli anni settanta.
Il disco scorre tra potenti riff di chitarra e brani dal netto taglio boogie-rock (No Problems, One Man Band), mentre la traccia finale Forty-Five Hundred Times è in realtà una nuova versione della storica composizione già contenuta nell'album Hello! del 1973, qui ripresentata in una veste completamente rinnovata, con una maggiore durata (oltre 12 minuti), repentini cambi di tempo ed un più lungo assolo finale.
Nel 2003, in un vasto referendum popolare su un sito britannico, Forty-Five Hundred Times è stata votata la canzone più amata dai seguaci della band.
Il prodotto va al n. 10 UK ed unico suo neo si rivela la negativa scelta dei singoli: vengono estratti i brani Can't Give You More (che si ferma al n. 37 UK) e Rock 'Til You Drop (n. 38) a scapito di pezzi sicuramente più adatti come la iniziale Like a Zombie o, soprattutto, la efficacissima One Man Band.

## Il record
Sabato 21 settembre 1991, per promuovere l'album (in uscita 2 giorni dopo), la band stabilisce un nuovo record svolgendo un mini-tour di un solo giorno nel Regno Unito: vengono tenuti 4 concerti nelle città di Sheffield, Glasgow, Birmingham e Wembley in 11 ore e 11 minuti.

## Tracce
1. Like a Zombie - 5:00 - (Rossi/Frost)
2. All We Really Wanna Do (Polly) - 3:47 - (Rossi/Frost)
3. Fakin' the Blues - 4:29 - (Rossi/Frost)
4. One Man Band - 4:29 - (Parfitt/Williams)
5. Rock 'Til You Drop - 3:18 - (Bown)
6. Can't Give You More - 4:26 - (Rossi/Young)
7. Warning Shot - 3:57 - (Bown/Edwards)
8. Let's Work Together - 3:40 - (Wilbur/Harrison)
9. Bring It on Home - 3:10 - (Cooke)
10. No Problems - 4:47 - (Rossi/Parfitt)
11. Good Sign - 4:14 - (Parfitt/Williams)
12. Tommy - 3:51 - (Rossi/Frost)
13. Nothing Comes Easy - 5:48 - (Rossi/Parfitt/Bown/Edwards/Rich)
14. Fame or Money - 4:06 - (Rossi/Bown)
15. Price of Love - 3:40 - (Everly/Everly)
16. Forty-Five Hundred Times - 12:57 - (Rossi/Parfitt)

## Deluxe Edition 2020
Il 6 marzo 2020, viene pubblicata la deluxe edition dell'album contenente tre CD.
Nel primo disco viene riprodotto fedelmente l'album del 1991, con il sound completamente restaurato e rimasterizzato.
Nel secondo CD sono inclusi tutti i brani incisi quali "lato B" dei singoli, le single version dei brani Can't Give You More e Fakin' the Blues e una versione dal vivo del singolo The Anniversary Waltz Part One.
Nel terzo CD sono inclusi ampi estratti dei quattro concerti dal vivo tenuti il 21 settembre 1991 nelle città di Sheffield, Glasgow, Birmingham e Londra.
Il libretto, oltre a varie foto del periodo di incisione dell'album, contiene delle ampie note illustrative redatte a cura di Dave Ling, critico della rivista musicale britannica Classic Rock.

## Tracce Deluxe Edition
CD 1
Contiene l'album originale del 1991, in versione restaurata e rimasterizzata.
1. Like a Zombie - 5:00 - (Rossi/Frost)
2. All We Really Wanna Do (Polly) - 3:47 - (Rossi/Frost)
3. Fakin' the Blues - 4:29 - (Rossi/Frost)
4. One Man Band - 4:29 - (Parfitt/Williams)
5. Rock 'Til You Drop - 3:18 - (Bown)
6. Can't Give You More - 4:26 - (Rossi/Young)
7. Warning Shot - 3:57 - (Bown/Edwards)
8. Let's Work Together - 3:40 - (Wilbur/Harrison)
9. Bring It on Home - 3:10 - (Cooke)
10. No Problems - 4:47 - (Rossi/Parfitt)
11. Good Sign - 4:14 - (Parfitt/Williams)
12. Tommy - 3:51 - (Rossi/Frost)
13. Nothing Comes Easy - 5:48 - (Rossi/Parfitt/Bown/Edwards/Rich)
14. Fame or Money - 4:06 - (Rossi/Bown)
15. Price of Love - 3:40 - (Everly/Everly)
16. Forty-Five Hundred Times - 12:57 - (Rossi/Parfitt)

CD 2
Contiene tutti i brani incisi quali "lato B" dei singoli, le single version dei brani Can't Give You More e Fakin' the Blues e una versione dal vivo del singolo The Anniversary Waltz Part One.
1. Dead in the Water (Rossi/Bown) - Lato B del singolo Can't Give You More
2. Mysteries from the Ball (Rossi/Parfitt) - Lato B del singolo Can't Give You More
3. Heavy Daze (Parfitt/Williams) - Lato B del singolo (poi non realizzato) Fakin' the Blues
4. Better Times (Rossi/Frost) - Lato B del singolo (poi non realizzato) Fakin' the Blues
5. Brit Awards Medley (Rossi/Young/Parfitt/Bown/Fogerty) - Medley di successi, lato B del singolo Rock 'Til You Drop
6. Can't Give You More (Rossi/Young) - Single version 7 Edit
7. Fakin' the Blues (Rossi/Frost) - Single version 7 Edit (versione incisa nel 1991 ma poi non pubblicata)
8. Can't Give You More (Rossi/Young) - Single version Radio Edit
9. The Anniversary Waltz Part One  (Autori Vari) - Medley di brani rock and roll. Live in Barcellona, 25 maggio 1991.

CD 3
Contiene ampi estratti dei quattro concerti dal vivo tenuti il 21 settembre 1991 nelle città di Sheffield, Glasgow, Birmingham e Londra.
1. Paper Plane - Live at Sheffield Arena
2. The Price of Love  - Live at Sheffield Arena
3. Mystery Medley - Live at Sheffield Arena
4. Rain - Live at Sheffield Arena
5. Rock 'Til You Drop - Live at Glasgow SEEC
6. Down Down - Live at Glasgow SEEC
7. Roll Over Lay Down - Live at Glasgow SEEC
8. Let's Work Together - Live at Glasgow SEEC
9. Little Lady - Live at Birmingham NEC
10. Whatever You Want - Live at Birmingham NEC
11. In the Army Now - Live at Birmingham NEC
12. Burning Bridges - Live at Wembley Arena
13. Rockin' All Over the World - Live at Wembley Arena
14. The Anniversary Waltz - Live at Wembley Arena
15. Encore Medley (Rock and Roll Music, Sweet Soul Music, Bye Bye Johnny) - Live at Wembley Arena

## Formazione
- Francis Rossi (chitarra solista, voce)
- Rick Parfitt (chitarra ritmica, voce)
- Andy Bown (tastiere)
- John 'Rhino' Edwards (basso, voce)
- Jeff Rich (percussioni)

## British album chart
| Posizione | 10 | 10 | 14 | 18 | 36 | 51 | 60 | 65 | uscito |